# 天堡城
天堡城（てんほじょう）は、南京北東の紫金山の西峰に太平天国軍が築いた要塞である。海抜267メートルに位置し、現在の紫金山天文台の付近に位置する。
1853年、太平天国が南京を占領し、天京と改称して都とすると、紫金山の中腹と麓にそれぞれ天堡城と地堡城を築いて、上下で呼応する体制を敷いた。天堡城は天京を俯瞰し、北東・南東の太平門・堯化門・麒麟門・上坊門を守備する戦略上の要地であった。天京攻防戦では、1864年2月26日に湘軍が天堡城を占領すると、そこから太平門を攻撃して天京を陥落させ、太平天国を滅亡させた。
1911年の辛亥革命では革命軍は天堡城を先に陥落させた後に南京を占領した。
天堡城は南北37メートル、東西62メートルで、現在は西・東・南の3面が残っている。